# Castelo Coeffin

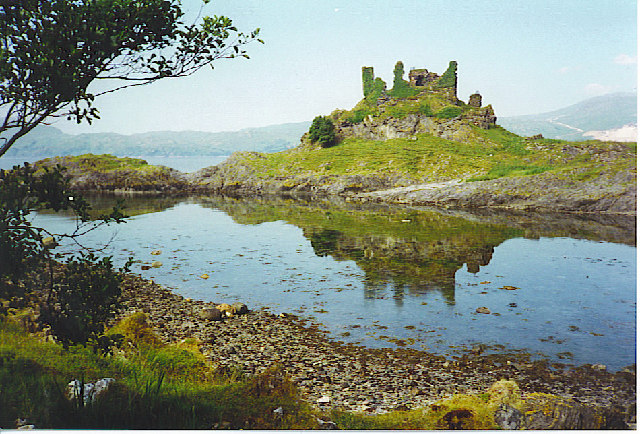
As ruínas do Castelo Coeffin, Escócia.

O Castelo Coeffin (em língua inglesa Coeffin Castle) é um castelo atualmente em ruínas localizado em Argyll and Bute, Escócia.
Encontra-se classificado na categoria "B" do "listed building" desde 20 de julho de 1971.